# Ploubazlanec
Ploubazlanec (tiếng Breton: Plaeraneg) là một xã của tỉnh Côtes-d’Armor, thuộc vùng Bretagne, tây bắc Pháp.

## Dân số
Người dân ở Ploubazlanec được gọi là Ploubazlanecains.